# Текстильщик (женский футбольный клуб, Раменское)
«Текстильщик» — ранее существовавший российский женский футбольный клуб из Раменского. Основан в 1986 году при ткацко-прядильной фабрике «Красное знамя». На высшем уровне в чемпионате России играл в 1992—1993 годах, а также в 1996 и 1998 годах. Последний чемпион Советского союза.

## Наименования
- 1987—1995 — «Текстильщик»
- 1996 — «Текстильщик-СиМ», в 1996 команда объединилась с командой СиМ.
- 1997—1998 — «Текстильщик»

## Достижения

### Титульные
Высшая лига ВДФСОП
- 7-е место: 1989

Чемпионат СССР
- Чемпион (1): 1991
- Бронзовый призёр (1): 1990

Чемпионат России
- 4-е место: 1992

Первая лига России
- Победитель: 1997
- 3-е место: 1995

Кубок СССР
- 2-й отборочный тур: 1991

Кубок России
- Финалист (1): 1993

Международные турниры
- Победитель (2): 1991 ( Канада)[1][2], 1992 ( Польша)[3].

### Матчевые
Самые крупные победы
- 8:0 — самая крупная победа клуба в Чемпионате России (в матче «Текстильщик-СиМ» — «Сююмбике-Зилант», ? 1996)
- 5:0 — самая крупная победа клуба в Кубке СССР (в матче «Текстильщик» — «Дебют-88», ? 1991)
- 12:0 — самая крупная победа клуба в Кубке России (в матче «Текстильщик» — «Вологжанка», 24 мая 1995)

Самые крупные поражения
- 1:9 — самое крупное поражение клуба в Чемпионате России (в матче «Энергия» — «Текстильщик», ? 1993)
- 0:6 — самое крупное поражение клуба в Кубке России (в матче «Текстильщик» — «Энергия», ? 1994)

## Статистика выступлений (Чемпионаты СССР и России)
без учёта мячей забитых в сериях послематчевых пенальти
с учётом технических результатов

| Сезон                                        | Клуб                                         | Чемпионат ВДФСОП                             | Чемпионат ВДФСОП                             | Чемпионат ВДФСОП                             | Чемпионат ВДФСОП | Чемпионат ВДФСОП | Чемпионат ВДФСОП | Чемпионат ВДФСОП | Чемпионат ВДФСОП | Чемпионат ВДФСОП | Чемпионат ВДФСОП | Чемпионат ВДФСОП | Кубок         | Источники   |
| Сезон                                        | Клуб                                         | Лига/Дивизион                                | Этап                                         | Место                                        | И                | В                | Н                | П                | МЗ               | МП               | РМ               | О                | Кубок         | Источники   |
| -------------------------------------------- | -------------------------------------------- | -------------------------------------------- | -------------------------------------------- | -------------------------------------------- | ---------------- | ---------------- | ---------------- | ---------------- | ---------------- | ---------------- | ---------------- | ---------------- | ------------- | ----------- |
| 1989                                         | Текстильщик                                  | Высшая лига                                  | Вторая зона                                  | 3 из 10                                      | 18               | 11               | 1                | 6                | 43               | 21               | +22              | 23               | не проводился | [ 4 ]       |
| 1989                                         | Текстильщик                                  | Высшая лига                                  | Турнир за 7 место                            | 7 из 30                                      | 5                | 4                | 1                | 0                | 11               | 4                | +7               | 9                | не проводился | [ 4 ]       |
| 1989                                         | Текстильщик                                  | Высшая лига                                  | Высшая лига ВДФСОП 1989 (Итог)               | 7 из 30                                      | 23               | 15               | 2                | 6                | 54               | 25               | +29              | 32               | не проводился | [ 4 ]       |
|                                              |                                              | Чемпионат СССР                               |                                              |                                              |                  |                  |                  |                  |                  |                  |                  |                  |               |             |
| 1990                                         | Текстильщик                                  | Высшая лига                                  | Первая зона                                  | 2 из 12                                      | 22               | 11               | 6                | 5                | 31               | 16               | +15              | 28               | не проводился | [ 4 ] [ 5 ] |
| 1990                                         | Текстильщик                                  | Высшая лига                                  | Стыковой матч за 3-е место                   | 3 из 18                                      | 1                | 0                | 1                | 0                | 0                | 0                | 0                | —                | не проводился | [ 4 ] [ 5 ] |
| 1990                                         | Текстильщик                                  | Высшая лига                                  | Высшая лига СССР 1990 (Итог)                 | из 18                                        | 23               | 11               | 7                | 5                | 31               | 16               | +15              | —                | не проводился | [ 4 ] [ 5 ] |
| 1991                                         | Текстильщик                                  | Высшая лига                                  | Первая зона                                  | 2 из 12                                      | 22               | 15               | 5                | 2                | 40               | 13               | +27              | 35               | 2ОТ           | [ 4 ] [ 6 ] |
| 1991                                         | Текстильщик                                  | Высшая лига                                  | Финальный турнир                             | 1 из 4                                       | 2                | 1                | 1                | 0                | 1                | 0                | +1               | —                | 2ОТ           | [ 4 ] [ 6 ] |
| 1991                                         | Текстильщик                                  | Высшая лига                                  | Высшая лига СССР 1991 (Итог)                 | из 4                                         | 24               | 16               | 6                | 2                | 41               | 13               | +28              | —                | 2ОТ           | [ 4 ] [ 6 ] |
|                                              |                                              | Чемпионат России                             |                                              |                                              |                  |                  |                  |                  |                  |                  |                  |                  |               |             |
| 1992                                         | Текстильщик                                  | Высшая лига                                  | —                                            | 4 из 15                                      | 28               | 16               | 6                | 6                | 61               | 21               | +40              | 38               | ½ финала      | [ 4 ] [ 7 ] |
| 1993                                         | Текстильщик                                  | Высшая лига                                  | —                                            | 10 из 12                                     | 22               | 3                | 3                | 16               | 17               | 44               | -27              | 9                | финалист      | [ 4 ] [ 8 ] |
| 1994                                         | Текстильщик                                  | Первая лига                                  | Основной турнир                              | 3 из 7                                       | 12               | 7                | 1                | 4                | 30               | 13               | +17              | 13               | ⅛ финала      | [ 4 ] [ 9 ] |
| 1994                                         | Текстильщик                                  | Первая лига                                  | Переходный турнир                            | 4 из 4                                       | 3                | 0                | 0                | 3                | 0                | 9                | -9               | 0                | ⅛ финала      | [ 4 ] [ 9 ] |
| 1994                                         | Текстильщик                                  | Первая лига                                  | Первая лига 1994 (Итог)                      | 4 из 4                                       | 15               | 7                | 1                | 7                | 30               | 22               | +8               | —                | ⅛ финала      | [ 4 ] [ 9 ] |
| 1995                                         | Текстильщик                                  | Первая лига                                  | —                                            | 3 из 10                                      | 18               | 11               | 4                | 3                | 43               | 15               | +28              | 37               | ¼ финала      | [ 10 ]      |
| 1996                                         | Текстильщик-СиМ                              | Высшая лига                                  | —                                            | 9 из 12                                      | 22               | 5                | 5                | 12               | 24               | 37               | -13              | 20               | ¼ финала      | [ 11 ]      |
| 1997                                         | Текстильщик                                  | Первая лига                                  | —                                            | 1 из 6                                       | 10               | 8                | 0                | 2                | 47               | 9                | +38              | 24               | ⅛ финала      | [ 12 ]      |
| 1998                                         | Текстильщик                                  | Высший дивизион                              | —                                            | 9 из 9                                       | 16               | 0                | 1                | 15               | 2                | 54               | -52              | 1                | ⅛ финала      | [ 13 ]      |
| Итого Высшая лига ВДФСОП (1 сезон)           | Итого Высшая лига ВДФСОП (1 сезон)           | Итого Высшая лига ВДФСОП (1 сезон)           | Итого Высшая лига ВДФСОП (1 сезон)           | Итого Высшая лига ВДФСОП (1 сезон)           | 23               | 15               | 2                | 6                | 54               | 25               | +29              |                  |               |             |
| Итого Высшая лига СССР (2 сезона)            | Итого Высшая лига СССР (2 сезона)            | Итого Высшая лига СССР (2 сезона)            | Итого Высшая лига СССР (2 сезона)            | Итого Высшая лига СССР (2 сезона)            | 47               | 27               | 13               | 7                | 72               | 29               | +43              |                  |               |             |
| Итого Высшая лига/Высший дивизион (4 сезона) | Итого Высшая лига/Высший дивизион (4 сезона) | Итого Высшая лига/Высший дивизион (4 сезона) | Итого Высшая лига/Высший дивизион (4 сезона) | Итого Высшая лига/Высший дивизион (4 сезона) | 88               | 24               | 15               | 49               | 104              | 156              | -52              |                  |               |             |
| Итого Первая лига (3 сезона)                 | Итого Первая лига (3 сезона)                 | Итого Первая лига (3 сезона)                 | Итого Первая лига (3 сезона)                 | Итого Первая лига (3 сезона)                 | 43               | 26               | 5                | 12               | 120              | 46               | +74              |                  |               |             |
| Всего                                        | Всего                                        | Всего                                        | Всего                                        | Всего                                        | 201              | 92               | 35               | 74               | 350              | 256              | +94              |                  |               |             |

1. 1 2 3 4 5 6  в сезонах 1989—1994 очки начислялись таким образом: 2 очка за победу, 1 за ничью и 0 за поражение
2. ↑  после сезона 1993 «Текстильщик» в связи с финансовыми трудностями перешел в Первую лигу 1994
3. ↑  в сезоне 1994 с «Текстильщика» были сняты 2 очка за неявку на матчи с «Иделью» и «Викторией-ЗАП»
4. ↑  в Переходном турнире сезона 1994 «Текстильщику» были присуждены поражения во всех трёх матчах из-за участия в них дисквалифицированного игрока
5. ↑  перед сезоном 1996 «Текстильщик» слился с клубом Высшей лиги «СиМ» и стал выступать под названием «Текстильщик-СиМ»
6. ↑  после сезона 1996 «Текстильщик-СиМ» в связи с финансовыми трудностями перешел в Первую лигу 1997
7. ↑  после сезона 1998 «Текстильщик» в связи с финансовыми трудностями прекратил существование. Правительство Московской области в связи с планируемым открытием в 1999 году стадиона Леон Арена приняло решение развивать мужской футбол

Лучшие бомбардиры клуба за сезон
| Сезон | Бомбардир                       |
| ----- | ------------------------------- |
| 1992  | 17 Поликарпова                  |
| 1994  | 7 Сысак                         |
| 1996  | 6 Уварова, 4 Пименова, Комарова |

### Кубок СССР/России
без учёта мячей забитых в сериях послематчевых пенальти
без учёта технических результатов

| Сезон                            | Кубок СССР   | Кубок СССР | Кубок СССР | Кубок СССР | Кубок СССР | Кубок СССР | Кубок СССР | Кубок СССР |
| Сезон                            | И            | В          | Н          | П          | МЗ         | МП         | РМ         | Итог       |
| -------------------------------- | ------------ | ---------- | ---------- | ---------- | ---------- | ---------- | ---------- | ---------- |
| 1991                             | 3            | 1          | 2          | 0          | 5          | 0          | +5         | 2ОТ        |
|                                  | Кубок России |            |            |            |            |            |            |            |
| 1992                             | 4            | 3          | 0          | 1          | 11         | 4          | +7         | ½ финала   |
| 1993                             | 4            | 1          | 2          | 1          | 8          | 8          | 0          | финалист   |
| 1994                             | 1            | 0          | 0          | 1          | 0          | 6          | -6         | ⅛ финала   |
| 1995                             | 2            | 2          | 0          | 0          | 14         | 1          | +13        | ¼ финала   |
| 1996                             | 2            | 0          | 1          | 1          | 2          | 4          | -2         | ¼ финала   |
| 1997                             | 2            | 0          | 2          | 0          | 3          | 3          | 0          | ⅛ финала   |
| 1998                             | 1            | 0          | 0          | 1          | 0          | 5          | -5         | ⅛ финала   |
| Всего в Кубке СССР (1 сезон)     | 3            | 1          | 2          | 0          | 5          | 0          | +5         |            |
| Всего в Кубке России (7 сезонов) | 16           | 6          | 5          | 5          | 38         | 31         | +7         |            |
| Итого                            | 19           | 7          | 7          | 5          | 43         | 31         | +12        |            |

1. ↑  в сезоне 1995 «Текстильщик» снялся после 1/8 финала
2. ↑  в сезоне 1996 «Текстильщик» снялся после 1/8 финала (групповой отборочный тур)
3. ↑  в сезоне 1997 «Текстильщик» снялся после первого матча 1/8 финала с чебоксарской «Волжанкой»